# Зречення Петра (картина Рембрандта)
 «Зречення Петра» (нід. De verloochening van Petrus) — картина голландського художника Рембрандта на біблійну тему, написана 1660 року. Зберігається в Державному музеї Амстердама.

## Сюжет
На картині зображено момент зречення апостола Петра, один з епізодів Страстей Христових. Під час тайної вечері Христос пророчо сказав Петрові, що той ще сьогодні, перш ніж заспіває півень, тричі відречеться від нього.

## Історія
Полотно довгий час перебувало в Парижі. Спочатку воно належало маркізові де Войєру, потім графу де Вансу (1760—1760) та графу де Бодуїну (1780—1780). Згодом картину придбала імператриця Катерина II для своєї колекції в Санкт-Петербурзі. До 1933 року картина зберігалася в Ермітажі. При розпродажу картин Ермітажу в 1930-х роках це полотно було придбано музеєм Амстердама і з 1933 року входить в його колекцію.

## Опис
Служниця тримає свічку, висвітлюючи обличчя Петра, щоб упевнитися, що він був з Ісусом, але Петро заперечує це. На передньому плані Рембрандт зобразив служницю з солдатами та Петра, що зрікається Ісуса, а на задньому плані в правому верхньому кутку — Христа зі зв'язаними ззаду руками, який може лише спостерігати зрадництво перед тим, як його виведуть геть.
Картина підписана й датована: «REMBRANDT 1660».